# Ariamnes flagellum
Ariamnes flagellum är en spindelart som först beskrevs av Carl Ludwig Doleschall 1857.  Ariamnes flagellum ingår i släktet Ariamnes och familjen klotspindlar. Utöver nominatformen finns också underarten A. f. nigritus.